# 蘇秉勳
蘇秉勳（：／ So Byeong-hoon，1954年6月3日—），大韓民國自由派政治人物，第20到21屆國會議員。